# Rabdophaga rosaria
Rabdophaga rosaria är en tvåvingeart som beskrevs av Friedrich Hermann Loew 1850. Rabdophaga rosaria ingår i släktet Rabdophaga och familjen gallmyggor. Inga underarter finns listade i Catalogue of Life.